# Zhang Daqing
Zhang Daqing (chinesisch 张大庆, Pinyin Zhāng Dàqìng; * 23. Oktober 1969 nahe Kaifeng) ist ein chinesischer Amateurastronom aus der Provinz Henan.
Zhang ist Mitentdecker des nach ihm benannten periodischen Kometen 153P/Ikeya-Zhang und damit der erste chinesische Amateurastronom, nach dem ein Komet benannt worden ist. Zhang baut selbst Teleskope und hat den Kometen am 1. Februar 2002 an einem selbst gebauten Teleskop entdeckt.